# Émile Lopez
Émile Lopez, né le 21 mai 1908 à Tiaret en Algérie et mort le 31 janvier 1960, est un joueur professionnel français de football.

## Biographie
Joueur de l'Association sportive boufarikoise, un club basé à Boufarik, en Algérie, il semble faire partie de l'équipe qui remporte en 1931 le championnat (DH) de la Ligue d'Alger de Football Association (LAFA). En 1933 le défenseur rejoint l’Olympique de Marseille, club de première division du championnat de France, pour lequel il ne joue qu'un seul match de championnat et les quatre premiers tours de Coupe de France, dont le club phocéen atteint la finale. 

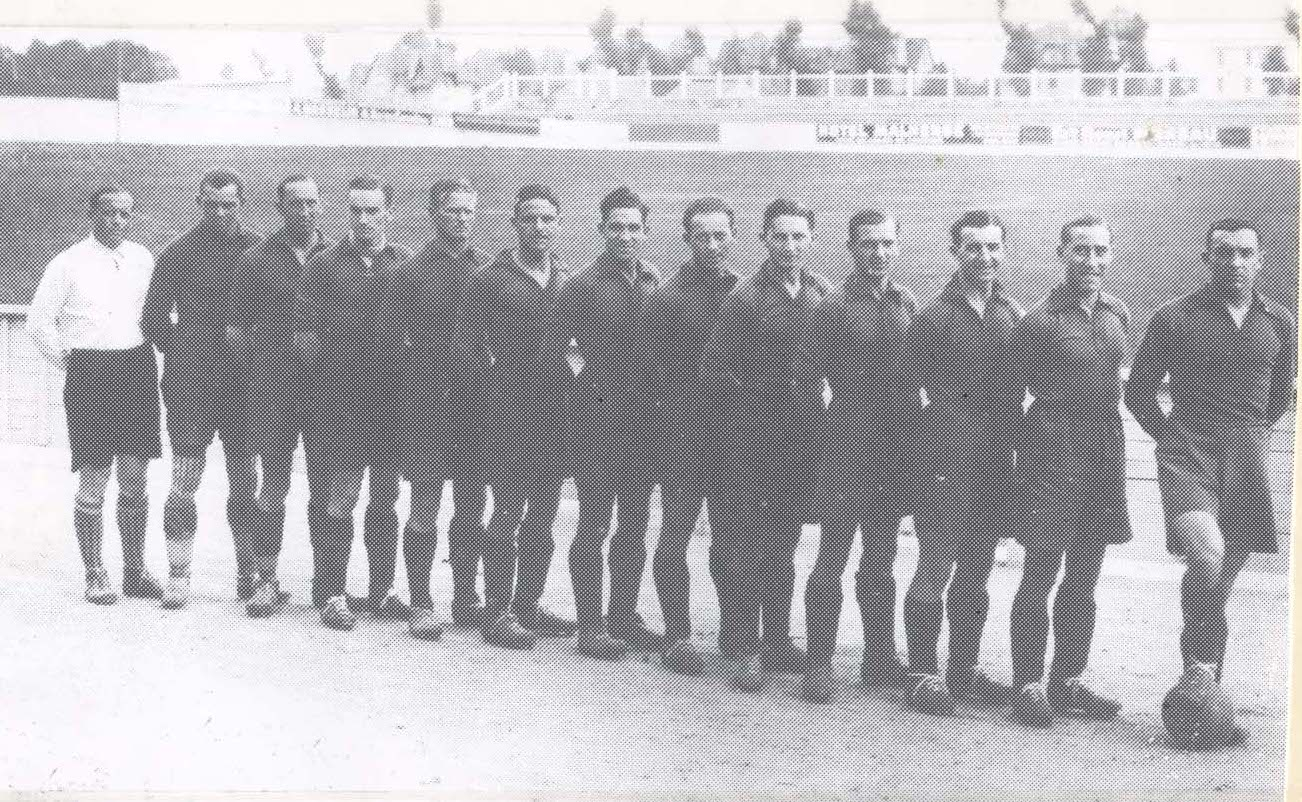
Groupe professionnel caennais pour la saison 1934-1935.

En 1934, il signe au Stade Malherbe caennais, qui se lance à son tour dans le professionnalisme et intègre cette année-là la Division 2. Il y est un titulaire régulier pendant trois saisons, jouant 25 matchs la première saison et probablement autant les deux saisons suivantes. 
En 1937, il rejoint pour une saison le SR Colmar, en D2 également,, où il semble terminer sa carrière professionnelle.